# النادي الأهلي المصري موسم 2016–17
موسم 2016–2017 هو الموسم الـ 58 لفريق النادي الأهلي في الدوري المصري الممتاز وموسم الـ 58 على التوالي في دوري الدرجة الأولى لكرة القدم المصرية. ويشارك الفريق في الدوري المصري الممتاز ، وكأس مصر ، وكأس السوبر المصري ، ودوري أبطال أفريقيا.

## تشكيلة الفريق

### التشكيلة الحالية
ملاحظة: تشير الأعلام إلى المنتخب الوطني على النحو المحدد في قواعد الأهلية للفيفا. قد يحمل اللاعبون أكثر من جنسية واحدة غير تابعة للفيفا.
| الرقم | البلد | المركز | اللاعب               |
| ----- | ----- | ------ | -------------------- |
| 1     | مصر   | حارس   | شريف إكرامي          |
| 3     | مصر   | مدافع  | رامي ربيعة           |
| 4     | مصر   | مهاجم  | عمرو بركات           |
| 5     | مصر   | مدافع  | أحمد حجازي           |
| 6     | مصر   | مدافع  | صبري رحيل            |
| 7     | مصر   | مدافع  | حسين السيد           |
| 8     | مصر   | وسط    | مؤمن زكريا           |
| 9     | مصر   | مهاجم  | عمرو جمال            |
| 10    | مصر   | مهاجم  | عماد متعب            |
| 11    | مصر   | وسط    | وليد سليمان          |
| 12    | مصر   | مدافع  | باسم علي             |
| 13    | مصر   | حارس   | أحمد عادل عبد المنعم |
| 14    | مصر   | وسط    | حسام غالى            |
| 15    | مصر   | مهاجم  | محمد حمدي زكي        |
| 17    | مصر   | وسط    | عمرو السولية         |
| 18    | مصر   | مهاجم  | مروان محسن           |
| 19    | مصر   | وسط    | عبد الله السعيد      |

| الرقم | البلد   | المركز | اللاعب       |
| ----- | ------- | ------ | ------------ |
| 20    | مصر     | مدافع  | سعد سمير     |
| 21    | تونس    | مدافع  | علي معلول    |
| 22    | مصر     | وسط    | صالح جمعة    |
| 23    | مصر     | مدافع  | محمد نجيب    |
| 24    | مصر     | مدافع  | أحمد فتحي    |
| 25    | مصر     | وسط    | حسام عاشور   |
| 26    | نيجيريا | مهاجم  | جونيور أجاي  |
| 27    | مصر     | وسط    | ميدو جابر    |
| 28    | مصر     | حارس   | محمد الشناوي |
| 29    | غانا    | مهاجم  | جون أنطوي    |
| 30    | مصر     | مدافع  | محمد هاني    |
| 34    | مصر     | وسط    | أحمد حمدي    |
| 35    | مصر     | وسط    | كريم وليد    |
| 36    | مصر     | وسط    | أحمد رمضان   |
| 38    | مصر     | وسط    | أكرم توفيق   |
|       | مصر     | حارس   | مسعد عوض     |

## الانتقالات

### إلى الفريق
| في          | المركز    | الاسم           | من              | قيمة الصفقة |
| ----------- | --------- | --------------- | --------------- | ----------- |
| يوليو 2016  | مهاجم     | جونيور أجاي     | النادي الصفاقسي | 2.5 مليون $ |
| يوليو 2016  | مهاجم     | مروان محسن      | الإسماعيلي      | 500,000 $   |
| يوليو 2016  | لاعب وسط  | محمد جابر       | مصر للمقاصة     | 475,000 $   |
| يوليو 2016  | لاعب وسط  | أكرم توفيق      | إنبي            | 320,000 $   |
| يوليو 2016  | مدافع     | علي معلول       | النادي الصفاقسي | 750,000 $   |
| يوليو 2016  | حارس مرمى | محمد الشناوي    | بتروجيت         | 160,000 $   |
| فبراير 2017 | مهاجم     | عمرو بركات      | ليرس            | 265,000 $   |
| فبراير 2017 | مهاجم     | سليمان كوليبالي | كيلمارنوك       | 800,000 $   |

### خارج الفريق
| في         | المركز   | الاسم           | إلى          | قيمة الصفقة |
| ---------- | -------- | --------------- | ------------ | ----------- |
| يوليو 2016 | لاعب وسط | رمضان صبحي      | ستوك سيتي    | 7 مليون $   |
| يوليو 2016 | مهاجم    | ماليك إيفونا    | تيانجين تيدا | 8 مليون $   |
| يوليو 2016 | مهاجم    | أحمد عبد الظاهر | مصر للمقاصة  | انتقال حر   |
| يوليو 2016 | لاعب وسط | محمد رزق        | طلائع الجيش  |             |

### لاعبون معارون
| في         | المركز | الاسم         | إلى         | حتى        |
| ---------- | ------ | ------------- | ----------- | ---------- |
| يوليو 2016 | مهاجم  | أحمد الشيخ    | مصر للمقاصة | يوليو 2017 |
| يوليو 2016 | مهاجم  | محمد رزق      | طلائع الجيش | يوليو 2017 |
| يوليو 2016 | مهاجم  | إسلام الفار   | أسوان       | يوليو 2017 |
| يناير 2017 | مهاجم  | جون أنطوي     | مصر للمقاصة | يوليو 2017 |
| يناير 2017 | مهاجم  | محمد حمدي زكي | إنبي        | يوليو 2017 |

## كأس السوبر المصري 2016
| 10 فبراير 2017 | الأهلي | 0–0 | الزمالك | ملعب محمد بن زايد ، أبوظبي                    |
| 18:00          |        |     |         | الحضور: 35,000 الحكم: بافل كرالوفيتس (التشيك) |

## الدوري المصري الممتاز 2016–17

### الترتيب
| م  | الفريق            | لعب | ف  | ت  | خ  | أ.له | أ.ع | أ.ف | نقاط | التأهل أو الهبوط                      |
| -- | ----------------- | --- | -- | -- | -- | ---- | --- | --- | ---- | ------------------------------------- |
| 1  | الأهلي (C, Q)     | 34  | 25 | 9  | 0  | 62   | 14  | +48 | 84   | يتأهل إلى دوري أبطال أفريقيا          |
| 2  | مصر المقاصة (Q)   | 34  | 23 | 5  | 6  | 65   | 34  | +31 | 74   | يتأهل إلى دوري أبطال أفريقيا          |
| 3  | الزمالك (Q)       | 34  | 20 | 6  | 8  | 42   | 24  | +18 | 66   | يتأهل إلى كأس الاتحاد الأفريقي        |
| 4  | المصري (Q)        | 34  | 19 | 5  | 10 | 51   | 36  | +15 | 62   | يتأهل إلى كأس الاتحاد الأفريقي        |
| 5  | سموحة             | 34  | 15 | 12 | 7  | 49   | 40  | +9  | 57   |                                       |
| 6  | الإسماعيلي        | 34  | 12 | 18 | 4  | 48   | 28  | +20 | 54   |                                       |
| 7  | طلائع الجيش       | 34  | 11 | 12 | 11 | 38   | 43  | −5  | 45   |                                       |
| 8  | الاتحاد السكندري  | 34  | 12 | 8  | 14 | 34   | 36  | −2  | 44   |                                       |
| 9  | المقاولون العرب   | 34  | 11 | 11 | 12 | 34   | 39  | −5  | 44   |                                       |
| 10 | إنبي              | 34  | 9  | 16 | 9  | 45   | 38  | +7  | 43   |                                       |
| 11 | بتروجيت           | 34  | 10 | 13 | 11 | 24   | 26  | −2  | 43   |                                       |
| 12 | وادي دجلة         | 34  | 9  | 11 | 14 | 35   | 38  | −3  | 38   |                                       |
| 13 | الإنتاج الحربي    | 34  | 7  | 12 | 15 | 32   | 40  | −8  | 33   |                                       |
| 14 | طنطا              | 34  | 7  | 10 | 17 | 21   | 39  | −18 | 31   |                                       |
| 15 | الداخلية          | 34  | 7  | 10 | 17 | 31   | 52  | −21 | 31   |                                       |
| 16 | أسوان (R)         | 34  | 6  | 11 | 17 | 28   | 49  | −21 | 29   | يهبط إلى الدوري المصري الدرجة الثانية |
| 17 | النصر للتعدين (R) | 34  | 7  | 5  | 22 | 27   | 66  | −39 | 26   | يهبط إلى الدوري المصري الدرجة الثانية |
| 18 | الشرقية (R)       | 34  | 5  | 8  | 21 | 24   | 48  | −24 | 23   | يهبط إلى الدوري المصري الدرجة الثانية |

### النتائج

#### المباريات
| 17 سبتمبر 2016 1 | الأهلي                      | 1–0   | الإسماعيلي | استاد بتروسبورت                                                                              |
| 21:00            | عبد الله السعيد 78' (ركلة.) | تقرير |            | الحكم: جهاد جريشة الحكام المساعدون: أيمن دجيش، تحسين أبو السادات الحكم الرابع: محمد أبو خاطر |

| 22 سبتمبر 2016 2 | المقاولون العرب     | 0–2   | الأهلي                                                    | استاد المقاولون العرب                                                                     |
| 20:00            | محمد شعبان 59'، 77' | تقرير | محمد نجيب 18' (ضربة رأس) · عبد الله السعيد 68' (ضربة رأس) | الحكم: محمود البنا الحكام المساعدون: سمير جمال، هاني العراقي الحكم الرابع: أشرف أبو النور |

| 28 سبتمبر 2016 3 | الأهلي                                                    | 2–1   | وادي دجلة              | استاد بتروسبورت                                                                            |
| 21:00            | كريم وليد 18' (بالقدم اليمنى) · مؤمن زكريا 58' (ضربة رأس) | تقرير | مصطفى جلال 54' (ركلة.) | الحكم: محمود بسيوني الحكام المساعدون: عبد الفتاح عريشة، عمر فتحي الحكم الرابع: أحمد الدليل |

| 15 أكتوبر 2016 4 | الداخلية | 0–2   | الأهلي                                                         | استاد بتروسبورت                                                                                   |
| 19:00            |          | تقرير | جون أنطوي 46' (بالقدم اليمنى) · مؤمن زكريا 60' (بالقدم اليسرى) | الحكم: عبد العزيز السيد الحكام المساعدون: محمود أبو الرجال، أحمد توفيق طلب الحكم الرابع: محمد حسن |

| 20 أكتوبر 2016 5 | الأهلي                                                      | 2–0   | أسوان | استاد بتروسبورت                                                                           |
| 20:30            | مؤمن زكريا 46' (بالقدم اليمنى) · وليد سليمان 76' (ضربة حرة) | تقرير |       | الحكم: محمد معروف الحكام المساعدون: هاني عبد الفتاح، يوسف البساطي الحكم الرابع: أحمد صلاح |

| 25 أكتوبر 2016 6 | بتروجيت | 0–0   | الأهلي | استاد الجيش بالسويس                                                                   |
| 17:30            |         | تقرير |        | الحكم: محمد الصباحي الحكام المساعدون: أيمن دجيش، ضياء السكران الحكم الرابع: عمرو جلال |

| 30 أكتوبر 2016 7 | الأهلي                                                                                          | 2–2   | الاتحاد السكندري                                                   | استاد بتروسبورت                                                                                    |
| 20:00            | وليد سليمان 4' (بالقدم اليسرى) · جونيور أجاي 69' (بالقدم اليمنى) · عبد الله السعيد · مؤمن زكريا | تقرير | خالد قمر 50' (بالقدم اليمنى) · كابونجو كاسونجو 68' (بالقدم اليمنى) | الحكم: إبراهيم نور الدين الحكام المساعدون: تحسين أبو السادات، هاني خيري الحكم الرابع: قطب الأمشيطي |

| 4 نوفمبر 2016 8 | طنطا | 0–1   | الأهلي                | استاد غزل المحلة                                                                              |
| 15:00           |      | تقرير | علي معلول 32' (ركلة.) | الحكم: أحمد الغندور الحكام المساعدون: سمير جمال، أحمد توفيق طلب الحكم الرابع: محمد سلامة ميدو |

| 19 نوفمبر 2016 9 | الإنتاج الحربي | 0–2   | الأهلي                                                                | استاد السلام                                                                                   |
| 19:00            |                | تقرير | جونيور أجاي 48' (بالقدم اليمنى) · عبد الله السعيد 65' (بالقدم اليمنى) | الحكم: سمير محمود عثمان الحكام المساعدون: وائل مصطفى، محمد عبد المجيد الحكم الرابع: مبروك نبيل |

| 23 نوفمبر 2016 10 | الأهلي                                                                                                 | 3–0   | طلائع الجيش        | استاد بتروسبورت                                                                    |
| 19:00             | مؤمن زكريا 73' (بالقدم اليمنى) · عبد الله السعيد 77' (بالقدم اليمنى) · جونيور أجاي 82' (بالقدم اليمنى) | تقرير | أحمد عيد عبد الملك | الحكم: محمد معروف الحكام المساعدون: محمد حسن ، وائل شعبان الحكم الرابع: ممدوح صلاح |

| 27 نوفمبر 2016 11 | النصر للتعدين | 0–3   | الأهلي                                                                    | استاد أسوان                                                                               |
| 20:00             |               | تقرير | وليد سليمان 61' (ركلة.)، 84' (بالقدم اليسرى) · جونيور أجاي 71' (ضربة رأس) | الحكم: محمود عاشور الحكام المساعدون: أحمد حسام طه ، عمر فتحي الحكم الرابع: أشرف أبو النور |

| 30 نوفمبر 2016 12 | الأهلي                                                                                           | 3–0   | الشرقية | استاد السلام                                                                      |
| 20:00             | وليد سليمان 10' (بالقدم اليسرى) · أحمد فتحي 69' (بالقدم اليمنى) · مؤمن زكريا 86' (بالقدم اليمنى) | تقرير |         | الحكم: عوض سعفان الحكام المساعدون: أحمد بكر ، محمود رضا الحكم الرابع: محمود دسوقي |

| 4 ديسمبر 2016 13 | الأهلي                      | 1–0            | مصر للمقاصة                       | استاد السلام                                                                                     |
| 20:00            | عبد الله السعيد 22' (ركلة.) | [ تقرير] تقرير | حسين الشحات 21'، 86' · أحمد الشيخ | الحكم: إبراهيم نور الدين الحكام المساعدون: سمير جمال ، هاني عبد الفتاح الحكم الرابع: رمضان محمود |

| 8 ديسمبر 2016 14 | الأهلي                         | 1–0      | سموحة                  | استاد السلام                                                                                   |
| 20:30            | سعد سمير 90+3' (بالقدم اليسرى) | [ تقرير] | باتريك مالو 86'، 90+5' | الحكم: محمد الحنفي الحكام المساعدون: تحسين أبو السادات ، أحمد حسام طه الحكم الرابع: محمود ناجي |

| 12 ديسمبر 2016 15 | إنبي | 0–0      | الأهلي | استاد بتروسبورت                                                                              |
| 18:00             |      | [ تقرير] |        | الحكم: محمود البنا الحكام المساعدون: محمد عبد المجيد ، يوسف البساطي الحكم الرابع: سامح فاروق |

| 18 ديسمبر 2016 16 | الأهلي                                                                                | 3–1      | المصري                   | استاد الجيش ببرج العرب                                                                           |
| 20:00             | مروان محسن 3' (بالقدم اليسرى) · سعد سمير 48' (ضربة رأس) · عبد الله السعيد 90' (ركلة.) | [ تقرير] | أحمد سالم 81' (ضربة رأس) | الحكم: جهاد جريشة الحكام المساعدون: تحسين أبو السادات ، عبد الفتاح عريشة الحكم الرابع: طارق سامي |

| 29 ديسمبر 2016 17 | الزمالك | 0–2      | الأهلي                                                      | استاد بتروسبورت                                                                        |
| 19:00             |         | [ تقرير] | مؤمن زكريا 22' (بالقدم اليمنى) · جونيور أجاي 90' (ضربة رأس) | الحكم: فيكتور كاساي الحكام المساعدون: جابور إيروس ، جورجى رينج الحكم الرابع: آدم فاركس |

| 15 فبراير 2017 18 | الإسماعيلي | 0–0      | الأهلي | استاد الجيش بالسويس                                                                         |
| 17:00             |            | [ تقرير] |        | الحكم: محمود البنا الحكام المساعدون: أحمد حسام طه ، هاني عبد الفتاح الحكم الرابع: طارق سامي |

| 19 فبراير 2017 19 | الأهلي                                                    | 2–0      | المقاولون العرب | استاد السلام                                                                                |
| 17:00             | عماد متعب 75' (ضربة رأس) · مؤمن زكريا 79' (بالقدم اليمنى) | [ تقرير] |                 | الحكم: محمد الحنفي الحكام المساعدون: محمود أبو الرجال ، سمير جمال الحكم الرابع: رمضان محمود |

| 23 فبراير 2017 20 | وادي دجلة | 0–1      | الأهلي                   | استاد بتروسبورت                                                                               |
| 20:00             |           | [ تقرير] | عمرو جمال 80' (ضربة رأس) | الحكم: محمد فاروق الحكام المساعدون: أحمد توفيق طلب ، وائل مصطفى الحكم الرابع: وليد عبد العزيز |

| 1 أبريل 2017 21                                                                       | الأهلي | 4–0      | الداخلية | استاد السلام                                                                         |
| 20:00                                                                                 | سعد سمير 60' (بالقدم اليمنى) · وليد سليمان 70' (ركلة حرة) · سليمان كوليبالي 79' (ضربة رأس)، 90+3' (ضربة رأس) | [ تقرير] |          | الحكم: أمين عمر الحكام المساعدون: ضياء السكران ، أحمد صلاح الحكم الرابع: أحمد الدليل |
| ملاحظة: تم تعديل موعد المباراة من 23 مارس إلى 1 أبريل ؛ حيث أنه قد تم تأجيل المباراة. | |          |          |                                                                                      |

| 6 أبريل 2017 23                                       | الأهلي                                                                | 2–0      | بتروجيت | استاد السلام                                                                                 |
| 19:00                                                 | سليمان كوليبالي 40' (بالقدم اليسرى) · وليد سليمان 78' (بالقدم اليمنى) | [ تقرير] |         | الحكم: محمد معروف الحكام المساعدون: أيمن دجيش ، أحمد توفيق طلب الحكم الرابع: محمد عبد الحافظ |
| ملاحظة: تم تعديل موعد المباراة من 1 أبريل إلى 6 أبريل |                                                                       |          |         |                                                                                              |

| 11 أبريل 2017 24                                        | الاتحاد السكندري | 0–1      | الأهلي                             | استاد الجيش ببرج العرب                                                                            |
| 18:00                                                   |                  | [ تقرير] | عمرو السولية 45+1' (بالقدم اليمنى) | الحكم: إبراهيم نور الدين الحكام المساعدون: هاني عبد الفتاح ، هاني خيري الحكم الرابع: عمرو الشناوي |
| ملاحظة: تم تعديل موعد المباراة من 13 أبريل إلى 11 أبريل |                  |          |                                    |                                                                                                   |

| 16 أبريل 2017 22                                       | أسوان | 0–2      | الأهلي                                                        | استاد أسوان                                                                          |
| 21:15                                                  |       | [ تقرير] | محمد جابر 7' (بالقدم اليمنى) · سليمان كوليبالي 11' (ضربة رأس) | الحكم: محمد الصباحي الحكام المساعدون: أحمد نوفل ، سامي هلهل الحكم الرابع: محمد هنادي |
| ملاحظة: تم تعديل موعد المباراة من 27 مارس إلى 16 أبريل |       |          |                                                               |                                                                                      |

| 24 أبريل 2017 25 | الأهلي                              | 1–0      | طنطا | استاد السلام                                                                             |
| 20:00            | سليمان كوليبالي 36' (بالقدم اليسرى) | [ تقرير] |      | الحكم: محمد الحنفي الحكام المساعدون: أيمن دجيش ، محمد محمود لطفي الحكم الرابع: ياسر فوزي |

| 30 أبريل 2017 26                                        | الأهلي                                  | 1–1      | الإنتاج الحربي             | استاد السلام                                                                             |
| 21:00                                                   | جونيور أجاي 51' · حسام عاشور 19'، 90+6' | [ تقرير] | أوميد أوكري 47' (ضربة رأس) | الحكم: محمود عاشور الحكام المساعدون: سمير جمال ، هاني عبد الفتاح الحكم الرابع: عمرو جلال |
| ملاحظة: تم تعديل موعد المباراة من 28 أبريل إلى 30 أبريل |                                         |          |                            |                                                                                          |

| 4 مايو 2017 27                                      | طلائع الجيش               | 1–2      | الأهلي                                                        | استاد الجيش بالسويس                                                                              |
| 21:00                                               | معتمد محسن 57' (ضربة رأس) | [ تقرير] | عبد الله السعيد 25' (ركلة.) · محمد جابر 90+4' (بالقدم اليسرى) | الحكم: إبراهيم نور الدين الحكام المساعدون: أحمد توفيق طلب ، محمود رضا الحكم الرابع: سيد عبد الله |
| ملاحظة: تم تعديل موعد المباراة من 2 مايو إلى 4 مايو |                           |          |                                                               |                                                                                                  |

| 8 مايو 2017 28                                      | الأهلي | 4–0      | النصر للتعدين | استاد السلام                                                                               |
| 20:30                                               | عبد الله السعيد 33' (بالقدم اليمنى)، 51' (بالقدم اليمنى)، 69' (ضربة رأس) · سليمان كوليبالي 61' (ضربة رأس) | [ تقرير] |               | الحكم: محمد عادل الحكام المساعدون: أحمد التلاوي ، شريف عبد الله الحكم الرابع: أحمد العباسي |
| ملاحظة: تم تعديل موعد المباراة من 6 مايو إلى 8 مايو | |          |               |                                                                                            |

| 17 مايو 2017 29                                       | الشرقية                  | 1–1      | الأهلي                  | استاد السلام                                                                              |
| 18:30                                                 | فادي فريد 81' (ضربة رأس) | [ تقرير] | سعد سمير 45' (ضربة رأس) | الحكم: محمود بسيوني الحكام المساعدون: أحمد حسام طه ، يوسف البساطي الحكم الرابع: أحمد صالح |
| ملاحظة: تم تغيير موعد المباراة من 18 مايو إلى 17 مايو |                          |          |                         |                                                                                           |

| 29 مايو 2017 30 | مصر للمقاصة                                            | 2–2      | الأهلي                                                            | استاد الجيش بالسويس                                                                        |
| 22:00           | أحمد الشيخ 71' (ركلة.) · جون أنطوي 74' (بالقدم اليمنى) | [ تقرير] | جونيور أجاي 23' (بالقدم اليمنى) · وليد سليمان 62' (بالقدم اليسرى) | الحكم: محمد فاروق الحكام المساعدون: سمير جمال ، محمد عبد المجيد الحكم الرابع: محمد علي شطا |

| 16 يونيو 2017 31 | سموحة                                                    | 2–4      | الأهلي | استاد الجيش ببرج العرب                                                                     |
| 22:00            | إسلام محارب 25' (بالقدم اليمنى) · السيد فريد 77' (ركلة.) | [ تقرير] | صالح جمعة 16' (بالقدم اليمنى)، 69' (بالقدم اليمنى) · مؤمن زكريا 33' (بالقدم اليسرى) · رامي ربيعة 89' (ضربة رأس) | الحكم: محمود عاشور الحكام المساعدون: أحمد حسام طه ، أحمد التلاوي الحكم الرابع: رؤوف الحوشي |

| 24 يونيو 2017 32                                        | الأهلي                                                           | 2–2      | إنبي                                                   | استاد بتروسبورت                                                                             |
| 22:00                                                   | أحمد حمودي 45+3' (بالقدم اليسرى) · صالح جمعة 66' (بالقدم اليسرى) | [ تقرير] | عمرو مرعي 46' (ضربة رأس) · صلاح محسن 55' (ضربة مزدوجة) | الحكم: محمد معروف الحكام المساعدون: أحمد توفيق طلب ، أحمد صلاح الحكم الرابع: محمد علاء هاشم |
| ملاحظة: تم تعديل موعد المباراة من 26 يونيو إلى 24 يونيو |                                                                  |          |                                                        |                                                                                             |

| 33 | المصري                          | 1–1      | الأهلي                        | استاد الجيش ببرج العرب                                                                   |
| 19:00 | محمد الشامي 79' (بالقدم اليمنى) | [ تقرير] | صالح جمعة 87' (بالقدم اليسرى) | الحكم: سمير محمود عثمان الحكام المساعدون: أيمن دجيش ، سمير جمال الحكم الرابع: ممدوح صلاح |
| ملاحظة: كان موعد المباراة في 27 يونيو 2017 ، ولكن تم تعديله لتقام المباراة أحد يومي 4 أو 5 يوليو على ضوء تحديد الاتحاد الإفريقي لموعد مباريات الجولة السادسة والأخيرة لدور المجموعات. |                                 |          |                               |                                                                                          |

| 17 يوليو 2017 34                                                                                        | الأهلي                                                            | 2–0      | الزمالك | استاد الجيش ببرج العرب                         |
| 20:00                                                                                                   | وليد سليمان 41' (بالقدم اليمنى) · جونيور أجاي 89' (بالقدم اليمنى) | [ تقرير] |         | الحكم: ويليام كولوم الحكم الرابع: أسامة العارف |
| ملاحظة: تم تحديد موعد المباراة بعد تحديد موعد مباريات المرحلة الأخيرة من المسابقات الإفريقية للأندية .. |                                                                   |          |         |                                                |

## كأس مصر 2016–17

### دور الـ 32
| 22 ديسمبر 2016 | الأهلي | 6–0 | الألومنيوم | استاد السلام ، القاهرة                                                                |
| 20:00          | عمرو جمال 14' (بالقدم اليمنى)، 51' (ضربة رأس) · مؤمن زكريا 23' (بالقدم اليمنى) · عماد متعب 65' (بالقدم اليمنى)، 85' (بالقدم اليمنى)، 86' (بالقدم اليمنى) |     |            | الحكم: محمد صابر الحكام المساعدون: محمد علي ، حازم أبو الوفا الحكم الرابع: محمود حسيب |

### دور الـ 16
| 1 مارس 2017 | الأهلي                                                        | 2–1 | الداخلية                                          | استاد بتروسبورت ، القاهرة                                                                 |
| 19:00       | عمرو جمال 34' (بالقدم اليمنى) · حسام غالي 49' (بالقدم اليسرى) |     | أحمد سمير فرج 63' (بالقدم اليسرى) · أحمد سمير فرج | الحكم: أحمد الغندور الحكام المساعدون: أحمد حلمي ، حازم أبو الوفا الحكم الرابع: محمود حسيب |

### ربع النهائي
| 12 يوليو 2017 | الأهلي                                                                                           | 4–1 | وادي دجلة                     | استاد السلام ، القاهرة                                                                             |
| 20:00         | صالح جمعة 28' (ركلة.)، 77' (ركلة.) · مؤمن زكريا 88' (ضربة رأس) · عماد متعب 90+2' (بالقدم اليمنى) |     | محمد أنور 24' (بالقدم اليمنى) | الحكم: إبراهيم نور الدين الحكام المساعدون: محمود أبو الرجال ، يوسف البساطي الحكم الرابع: عاطف حسين |

### نصف النهائي
| 9 أغسطس 2017 | الأهلي | 4–0 | سموحة | استاد الجيش ببرج العرب ، الإسكندرية                                                           |
| 20:00        | جونيور أجاي 38' (بالقدم اليمنى) · وليد سليمان 40' (بالقدم اليسرى)، 56' (بالقدم اليسرى) · صالح جمعة 67' (بالقدم اليمنى) |     |       | الحكم: محمود البنا الحكام المساعدون: أحمد توفيق طلب ، عبد الفتاح عريشة الحكم الرابع: أمين عمر |

### النهائي
| 15 أغسطس 2017 | الأهلي                                                       | 2–1 | المصري                             | استاد الجيش ببرج العرب ، الإسكندرية                                             |
| 20:00         | عمرو جمال 117' (ضربة رأس) · أحمد فتحي 120+1' (بالقدم اليمنى) |     | عبد الله سمير 102' (بالقدم اليمنى) | الحكم: سفاين أودفار الحكام المساعدون: توماس ، ماجنوس لاندبرج الحكم الرابع: بدوي |

## دوري أبطال أفريقيا 2017

### الدور الأول
| الفريق الأول | إجم. | الفريق الثاني | مباراة الذهاب | مباراة الإياب |
| ------------ | ---- | ------------- | ------------- | ------------- |
| الأهلي       | 1–0  | بيدفيست       | 1–0           | 0–0           |

| 11 مارس 2017 | الأهلي                    | 1–0 | بيدفيست | استاد السلام ، القاهرة                                                            |
| 18:30        | أحمد حجازي 57' (ضربة رأس) |     |         | الحكم: رضوان جيد (المغرب) الحكام المساعدون: رضوان أشيك ، أزاجو الحكم الرابع: هشان |

| 19 مارس 2017 | بيدفيست | 0–0 | الأهلي | ملعب بيدفيست ، جوهانسبرغ                                                                                               |
| 15:30        |         |     |        | الحكم: هيلدر مارتينز دي كارفاليو (أنغولا) الحكام المساعدون: جيرسون إيميليانو دوس سانتوس ، إيفانيلدو دوس سانتوس مارتينز |

### مرحلة المجموعات

#### المجموعة د
| م | الفريق             | لعب | ف | ت | خ | أ.له | أ.ع | أ.ف | نقاط | التأهل      |     | الوداد | الأهلي | زاناكو | القطن |
| - | ------------------ | --- | - | - | - | ---- | --- | --- | ---- | ----------- | --- | ------ | ------ | ------ | ----- |
| 1 | الوداد الرياضي (A) | 6   | 4 | 0 | 2 | 7    | 3   | +4  | 12   | ربع النهائي |     | —      | 2–0    | 1–0    | 2–0   |
| 2 | الأهلي (A)         | 6   | 3 | 2 | 1 | 7    | 3   | +4  | 11   | ربع النهائي |     | 2–0    | —      | 0–0    | 3–1   |
| 3 | زاناكو (E)         | 6   | 3 | 2 | 1 | 4    | 2   | +2  | 11   |             |     | 1–0    | 0–0    | —      | 2–1   |
| 4 | القطن (E)          | 6   | 0 | 0 | 6 | 2    | 12  | −10 | 0    |             | 0–2 | 0–2    | 0–1    | —      |       |

| 13 مايو 2017 | الأهلي | 0–0 | زاناكو | استاد الجيش ببرج العرب ، الإسكندرية                                                                                          |
| 19:00        |        |     |        | الحكم: باكاري غاساما (غامبيا) الحكام المساعدون: جون بيروموشاهو (بوروندي) ، أدين رانس (Kenya) الحكم الرابع: عمر صلاح (غامبيا) |

| 23 مايو 2017 | القطن | 0–2 | الأهلي                                                           | رومديه أدجيا ، غاروا |
| 17:00        |       |     | جونيور أجاي 12' (بالقدم اليمنى) · مؤمن زكريا 14' (بالقدم اليسرى) | الحكم: فيكتور جوميز (جنوب أفريقيا) الحكام المساعدون: توبيلي فينغا (الغابون) ، سيلو موشيدي (جنوب أفريقيا) الحكم الرابع: كريستوفر هاريسون (جنوب أفريقيا) |

| 4 يونيو 2017 | الأهلي                                                           | 2–0 | الوداد الرياضي | استاد الجيش ببرج العرب ، الإسكندرية                                                                                                   |
| 23:00        | مؤمن زكريا 24' (بالقدم اليسرى) · جونيور أجاي 79' (بالقدم اليمنى) |     |                | الحضور: 10,000 الحكم: يوسف السرايري (تونس) الحكام المساعدون: أنور همالا (تونس) ، مروان سعد (تونس) الحكم الرابع: نصر الله جوادي (تونس) |

| 21 يونيو 2017 | الوداد الرياضي                                                  | 2–0 | الأهلي | استاد محمد الخامس ، الدار البيضاء                                                                          |
| 1:00          | فابريس أونداما 48' (بالقدم اليمنى) · وليد الكرتي 78' (ضربة رأس) |     |        | الحكم: مهدي عبيد شارف (الجزائر) الحكام المساعدون: عبد الحق التشيالي (الجزائر) ، إبراهيم الحملاوي (الجزائر) |

| 1 يوليو 2017 | زاناكو | 0–0 | الأهلي | استاد الأبطال الوطني ، لوساكا                                                                         |
| 15:00        |        |     |        | الحكم: علي لمغيفري (موريتانيا) الحكام المساعدون: أبو بكر دومبويا (غينيا) ، عبد الرحمن وار (موريتانيا) |

| 8 يوليو 2017 | الأهلي                                                                              | 3–1 | القطن                | استاد الجيش ببرج العرب ، الإسكندرية                                                                         |
| 21:00        | عمرو جمال 15' (بالقدم اليمنى)، 54' (ضربة رأس) · عبد الله السعيد 33' (بالقدم اليمنى) |     | أحمد فتحي 12' (ه.ذ.) | الحضور: 25,000 الحكم: فرديناند أودوه (نيجيريا) الحكام المساعدون: أبيل بابا (نيجيريا) ، عيسى عثمان (نيجيريا) |

### ربع النهائي
| الفريق الأول | إجم. | الفريق الثاني | مباراة الذهاب | مباراة الإياب |
| ------------ | ---- | ------------- | ------------- | ------------- |
| الأهلي       | 4–3  | الترجي        | 2–2           | 2–1           |

| 8 سبتمبر 2017 | الأهلي                                                       | 2–2 | الترجي                                                         | استاد الجيش ببرج العرب ، الإسكندرية                                                      |
| 19:00         | عبد الله السعيد 11' (ركلة.) · وليد أزارو 67' (بالقدم اليمنى) |     | طه ياسين الخنيسي 21' (بالقدم اليسرى) · الشعلالي 48' (ركلة حرة) | الحكم: مالانغ دييوهيو (السنغال) الحكام المساعدون: جبريل (السنغال) ، الحاج مالك (السنغال) |

| 15 سبتمبر 2017 | الترجي                       | 1–2 | الأهلي                                                     | الملعب الأولمبي برادس                                                                           |
| 20:00          | طه ياسين الخنيسي 40' (ركلة.) |     | علي معلول 50' (بالقدم اليمنى) · جونيور أجاي 62' (ضربة رأس) | الحكم: نيانت أليوم (الكاميرون) الحكام المساعدون: إفاريست (الكاميرون) ، نوبوي نغيغوي (الكاميرون) |

### نصف النهائي
| الفريق الأول  | إجم. | الفريق الثاني | مباراة الذهاب | مباراة الإياب |
| ------------- | ---- | ------------- | ------------- | ------------- |
| النجم الساحلي | 4–7  | الأهلي        | 2–1           | 2–6           |

| 1 أكتوبر 2017 | النجم الساحلي                                                      | 2–1 | الأهلي                        | الملعب الأولمبي بسوسة                                                                                |
| 19:30         | البريقي 15' (بالقدم اليمنى) · محمد أمين بن عمر 73' (بالقدم اليمنى) |     | صالح جمعة 66' (بالقدم اليسرى) | الحكم: إيريك أوتوجو-كاستاني (الغابون) الحكام المساعدون: سيدو تياما (بوركينا فاسو) ، عيسى يحيى (تشاد) |

| 22 أكتوبر 2017 | الأهلي | 6–2 | النجم الساحلي                                                 | استاد الجيش ببرج العرب ، الإسكندرية                                                                        |
| 19:00          | علي معلول 2' (ركلة حرة) · وليد أزارو 23' (ضربة رأس)، 39' (ضربة رأس)، 48' (بالقدم اليمنى) · حمدي النقاز 58' (ه.ذ.) · رامي ربيعة 63' (بالقدم اليمنى) |     | رامي بدوي 51' (ضربة رأس) · إيهاب المساكني 90' (بالقدم اليمنى) | الحكم: فيكتور جوميز (جنوب أفريقيا) الحكام المساعدون: موشيدي (جنوب أفريقيا) ، لينديخايا بولو (جنوب أفريقيا) |

### النهائي
| الفريق الأول | إجم. | الفريق الثاني | مباراة الذهاب | مباراة الإياب |
| ------------ | ---- | ------------- | ------------- | ------------- |
| الأهلي       | 1–2  | الوداد        | 1–1           | 0–1           |

| 28 أكتوبر 2017 | الأهلي                        | 1–1 | الوداد                     | استاد الجيش ببرج العرب ، الإسكندرية                                                                     |
| 19:00          | مؤمن زكريا 3' (بالقدم اليسرى) |     | أشرف بنشرقي 16' (ضربة رأس) | الحكم: باملاك تيسيما (إثيوبيا) الحكام المساعدون: كابيني (الكونغو الديمقراطية) ، وليد أحمد علي (السودان) |

| 4 نوفمبر 2017 | الوداد              | 1–0 | الأهلي | محمد الخامس ، الدار البيضاء                                                        |
| 22:00         | وليد 69' (ضربة رأس) |     |        | الحكم: باكاري غاساما (غامبيا) الحكام المساعدون: برموشاهو (بوروندي) ، رانغي (Kenya) |